# Xuân An (huyện)
Xuân An là một huyện cũ của tỉnh Phú Khánh, Việt Nam.
Huyện được thành lập tháng 3 năm 1977 trên cơ sở hợp nhất 2 huyện Tuy An, Đồng Xuân và 4 xã: Sơn Long, Sơn Xuân, Sơn Định, Phú Mỡ của huyện Tây Sơn.
Phía Bắc giáp thị xã Quy Nhơn, huyện Phước Vân của tỉnh Nghĩa Bình và huyện An Khê của tỉnh Gia Lai - Kon Tum, phía Nam giáp thị xã Tuy Hòa và 2 huyện Tuy Hòa và Tây Sơn, phía Đông giáp Biển Đông, phía Tây giáp huyện Ayun Pa của tỉnh Gia Lai - Kon Tum.
Đơn vị hành chính của huyện Xuân An có 1 thị trấn Sông Cầu và 27 xã: An Chấn, An Cư, An Dân, An Định, An Hải, An Hiệp, An Hòa, An Lĩnh, An Mỹ, An Nghiệp, An Ninh, An Thạnh, An Thọ, An Xuân, Phú Mỡ, Sơn Định, Sơn Long, Sơn Xuân, Xuân Cảnh, Xuân Lãnh, Xuân Lộc, Xuân Long, Xuân Phước, Xuân Quang, Xuân Sơn, Xuân Thịnh, Xuân Thọ.
Ngày 22 tháng 9 năm 1978, chia huyện Xuân An thành 2 huyện Tuy An và Đồng Xuân, đồng thời trả 3 xã Sơn Định, Sơn Long, Sơn Xuân về huyện Tây Sơn:
- Huyện Đồng Xuân có 1 thị trấn Sông Cầu và 10 xã: Phú Mỡ, Xuân Cảnh, Xuân Lãnh, Xuân Lộc, Xuân Long, Xuân Phước, Xuân Quang, Xuân Sơn, Xuân Thịnh, Xuân Thọ.
- Huyện Tuy An có 14 xã: An Chấn, An Cư, An Dân, An Định, An Hải, An Hiệp, An Hòa, An Lĩnh, An Mỹ, An Nghiệp, An Ninh, An Thạnh, An Thọ, An Xuân.